# Хусейн Авни
Хусе́йн Авни́-бей (1874, Битола — 13 августа 1915, Чанаккале) — командир 57-го пехотного полка Османской армии в битве при Галлиполи. Его последнее звание — подполковник (тур. Yarbay).

## Биография
Хусейн Авни родился в 1874 году в городе Манастир на территории Османской империи (в настоящее время — город Битола, относящийся к Республике Македония). Он происходил из известной и состоятельной семьи — его отец, которого звали Али, был губернатором округа; мать Хусейна звали Фатима.
В 1889 году он приступил к воинской службе в вооружённых силах Османской империи. 6 мая 1892 года, по окончании военного училища, он стал офицером — получил звание лейтенанта. 8 августа 1895 он был повышен в звании. В 1897 году он участвовал в Греко-турецкой войне, а 23 мая того же года начала работать в качестве офицера штаба в Приштине. 10 января 1898 года Хусейн Авни стал капитаном.
Когда Хусейн Авни был назначен командиром 57-го полка вооружённых сил Османской империи, он также был повышен в звании — получил чин бинбаши, приблизительно соответствующий майору европейских армий. 57-й полк проходил подготовку в Родосто, когда соединение получило приказ о срочном переходе в Галлиполи. 24 февраля 1915 года полк прибыл на Майдос морским путём (пароходом). После боёв 25-28 апреля, в которых участвовал полк под командованием Хусейна Авни, он получил следующее звание — стал подполковником.
13 августа 1915 года подполковник Авни был убит в результате прямого попадания бомбы в его командный пункт. Сегодня его мундир выставлен в Военном музее в Стамбуле.

## Семья и фамилия
Семья Хусейна Авни получила фамилию «Арыбурун» после принятия в 1934 году турецкого «Закона о фамилии» — в соответствии с которым все граждане республики должны были принять фамилию. Слово Арыбурун было выбрано потомками Авни в честь героических действий солдат, сражавшихся под командованием их знаменитого предка в Галлиполи: Арыбурун — это турецкое название бухты Анзак, где происходило указанное сражение. Существует версия, что такую фамилию членов семьи попросил взять сам Мустафа Кемаль Ататюрк.
Сыном Авни был будущий генерал Мехмет Текин Арыбурун (1903—1993). В 1925 году он стал офицером-лётчиком в авиационном училище, которое завершил в 1927 году. Затем, в 1935 году, он окончил Военную академию. В 1950 году Мехмет Текин стал бригадиром, а в 1959 — генерала турецкой армии, после чего он был назначен командующим Военно-воздушными силами страны. 27 мая 1960 года, после того как он выступил против военного переворота в республике, он был отправлена в отставку. На выборах, состоявшихся в 1961 году, он был избран сенатором от Стамбула от Партии справедливости. В течение семи лет, с 1970 по 1977 год, он занимал пост президента турецкого сената. На выборах президента страны в 1973 году Мехмет Текин Арыбурун был кандидатом, но проиграл Фахри Корутюрку.
Арыбурун много служил за рубежом: в Берлине, был атташе военно-воздушных сил в Вашингтоне и возглавлял академию НАТО в Париже. В этот период он неоднократно представлял Турцию на различных международных встречах. Мехмет Текин Арыбурун скончался 13 августа 1993 года.